# Mi enemigo íntimo
Mi enemigo íntimo (en alemán: Mein Liebster Feind) es un documental de 1999 dirigido y escrito por el director alemán Werner Herzog, en el cual presenta su relación profesional con el actor Klaus Kinski.

## Argumento

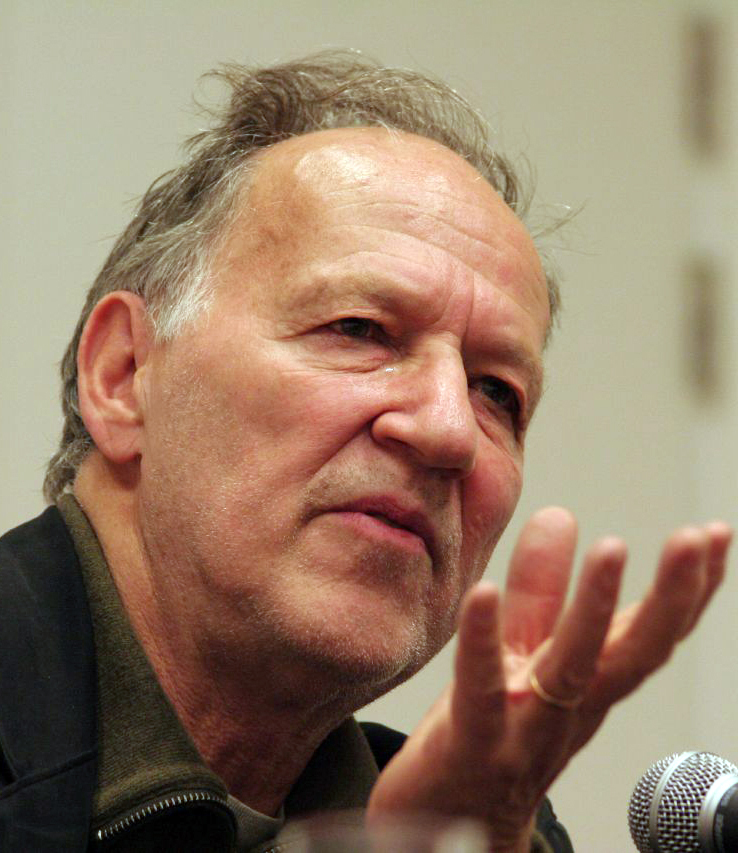
El director Werner Herzog.

La cinta trata sobre la tempestusosa y fructífera relación de Werner Herzog con el actor Klaus Kinski, que protagonizó cinco de sus películas: Aguirre, la cólera de Dios, Woyzeck, Nosferatu: Phantom der Nacht, Fitzcarraldo y Cobra Verde.
La cinta tiene cerca de 100 minutos de duración. Además de Kinski y de Herzog, en el documental figuran Claudia Cardinale y Andrés Vicente Gómez.